# Juan Martín Barrundia
José Martín Barrundia y Flores (Ciudad de Guatemala, 17 de diciembre de 1845 - Puerto de San José, 28 de agosto de 1890) fue un militar y político liberal de Guatemala que era hijo del influyente político liberal guatemalteco José Francisco Barrundia y Cepeda. Fungió como Ministro de la Guerra durante el período constitucional del gobierno del general Justo Rufino Barrios, hasta la muerte de este, ocurrida el 2 de abril de 1885.  Tras la muerte de Barrios no pudo alzarse con el poder como lo esperaba pues cayó víctima de un ardid del Jefe Político de Quetzaltenango, general Manuel Lisandro Barillas Bercián quien resultó quedándose con la presidencia.
Tras salir al exilio a México estuvo atacando al gobierno de Barillas y fue acusado de ser el responsable de todos los desatinos que hubo durante el gobierno del fallecido general Justo Rufino Barrios.  Murió en agosto de 1890 cuando la policía guatemalteca lo intentó capturar a bordo del buque norteamericano «Acapulco» cuando este estaba atracado en el Puerto de San José.

## Reseña biográfica

### Ministerio de la Guerra durante régimen de Barrios
En su artículo La Penitenciaría de Guatemala, el escritor guatemalteco Guillermo F. Hall —de origen británico, y a quien la prohibición de golpear a los extranjeros le salvó la vida mientras estuvo prisionero en la Penitenciaría— describe a uno de los encargados generales de los presos en dicho reclusorio durante el gobierno de Justo Rufino Barrios de la siguiente forma: «"Tata Juan" era el decano de la penitenciaría, había permanecido en ella desde su fundación. Había sido verdugo de los tiempos de Rufino Barrios y Barrundia. Era la conversación favorita de este rufián el referir a sus admiradores los crímenes que había cometido, tanto por cuenta propia, como en su carácter de verdugo. [...] Hacía alarde de haber [asesinado] por su propia cuenta a veintiséis individuos; no recordaba a cuantos había dado muerte a palos en las bóvedas de la penitenciaría por orden de Barrunda y de Barrios -¡eran tantos! Contaba [...] el modo cómo procedía a cumplir las órdenes de sus amos; cómo después de propinar a sus víctimas doscientos o trescientos palos, se acostaba un rato a descansar al arrullo de los ayes de su "paciente" [para luego reanudar] la tarea con más encarnizamiento, dándole palos sobre los ojos para deshacérselos, porque [...] "así gritaban menos".»

### Fallecimiento del general Barrios

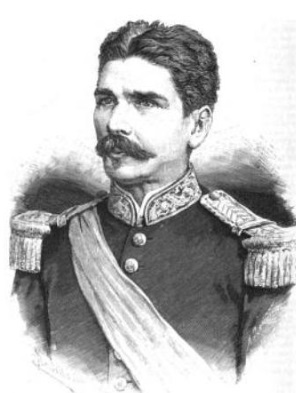
Manuel Lisandro Barillas, presidente de Guatemala de 1885 a 1892. Grabado de La Ilustración Española y Americana

Cuando falleció el presidente de la República, el general Justo Rufino Barrios en la Batalla de Chalchuapa el 2 de abril de 1885, Alejandro M. Sinibaldi Castro asumió la Presidencia Interina de Guatemala, ratificado por el Consejo de Ministros. Sin embargo, renunció el 6 de abril de 1885, presionado por Barrundia quien quería la presidencia para sí.
A raíz de la renuncia del Presidente Sinibaldi Castro, la Asamblea Nacional declaró que el segundo designado a la presidencia de la República asumiera el poder. El segundo designado era el general Manuel Lisandro Barillas Bercián, jefe de político de Quetzaltenango, quien llegó en el instante del sepelio del general Justo Rufino Barrios y exigió a Barrundia que le fuera entregado el poder, aduciendo que un número regular de tropa venía con él y que necesitaba alimentación y albergue para ellos. La tropa de la cual hablaba Barillas no existía, pero eso no lo sabía Barrundia, y así fue como logró asumir la primera magistratura de la Nación.

### Salida de Guatemala
Cuando Barrundia comprendió su error, ya era tarde; fue acusado de apropiarse de una gran cantidad de fondos públicos y se le abrieron numerosos casos por abuso de autoridad por las víctimas y familiares de las personas que fueron torturadas bajo sus órdenes durante el gobierno de Barrios.  Barrundia decidió alejarse del país por un tiempo, ya que disponía de los medios necesarios para ello, aunque regresó a Guatemala a finales de 1888, pero el sentimiento hacia él no había disminuido, y le fue imposible llegar a la Ciudad de Guatemala, teniendo que regresar a México dado el trato hostil con que lo recibieron en los poblados a donde llegaba.
De retorno en México, Barrundia imprimió varios panfletos contra el gobierno de Barillas, presentándose como demócrata incorruptible e insultando al presidente indicando que estaba dispuesto a ser el líder una revuelta contra Barillas. Esta circunstancia fue utilizada por el gobierno liberal guatemalteco para culparlo de todos los desaciertos y excesos de la administración del general Barrios, y así mientras se exaltaba cada vez más la figura idealizada del fallecido expresidente, más se demonizaba la figura de Barrundia; he aquí, como ejemplo, como se expresa de ambos el escritor oficialista Joaquín Méndez: 
| Su hoja última no trae sino desahogos de la vanidad herida en lo más vivo, y da a conocer que le exaspera su impotencia política absoluta, porque quiere presentarse como repúblico severo y demócrata incorruptible el que aquí no respetó honra, vida ni propiedad, edad ni sexo, y el mismo á quien se le hace responsable de casi todos los excesos censurados a la administración del General Barrios, sin que tenga derecho á la más pequeña parte de los trascendentales progresos conquistados por el gran Reformador de Guatemala. —Joaquín Méndez, Otra vez, don J. Martín Barrundia, 1890 |

Y luego de los escritos, intentó invadir Guatemala desde México;  cuando el gobierno guatemalteco supo del intento de la primera invasión en marzo de 1890, el ministro de Relaciones Exteriores de Guatemala fue a la embajada mexicana para informarles al respecto y sobre la base de esto las autoridades mexicanas,  el 13 de marzo las autoridades de Chiapas confiscaron las armas y municiones del general Barrundia.

## Muerte

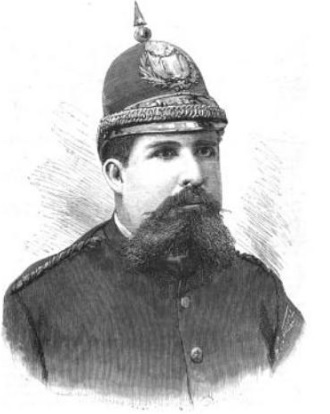
Carlos Ezeta, presidente de El Salvador de 1890 a 1894. Grabado de La Ilustración Española y Americana

Tras el derrocamiento del presidente salvadoreño Francisco Menéndez Valdivieso por el general Carlos Ezeta en El Salvador, el designado a la presidencia salvadoreña, Camilo Álvarez, y numerosos enemigos del nuevo régimen se refugiaron en Guatemala y solicitaron ayuda al presidente Barillas para que detuviera a los ejércitos de Ezeta, aduciendo que éste pretendía invadir a Guatemala; sin embargo, la verdadera intención era recuperar el gobierno en su país valiéndose del ejército guatemalteco. Convencido por los rumores, las tropas se movilizaron hasta la frontera, con Camilo Álvarez entre ellos, quien incluso había nombrado a sus ministros. Las tropas guatemaltecas ya no siguieron avanzando. Incluso, el ejército de Ezeta se dio el lujo de regresar a la capital salvadoreña a sofocar un levantamiento. Ya de regreso a la frontera, Guatemala siguió sin mover sus tropas; y el asunto terminó con la intervención de los miembros del Cuerpo Diplomático, que firmaron un arreglo de paz, el 21 de agosto de 1890.  Con ironía, los guatemaltecos llamaron a esta la «guerra del Totoposte», ya que sólo sirvió para movilizar grano de maíz molido totoposte para alimentar tropas que nunca combatieron, lo que dañó gravemente la economía del país.
Durante la guerra, no obstante, se desencadenaron una serie de hechos que resultaron en el fallecimiento del general Barrundia, cuando intentaba unirse a las fuerzas de Ezeta en El Salvador:
| Fecha                | Descripción |
| -------------------- | --- |
| 22 de junio de 1890  | Insurrección militar en San Salvador encabezada por Carlos Ezeta, contra el gobierno de Menéndez |
| 20 de julio de 1890  | Después de la acción de Candelaria, el general Camilo Álvarez, con los restos de las tropas salvadoreñas al mando del general Villavicencio se replegó a Atescatempa, donde existía una pequeña guarnición guatemalteca al mando del coronel Garza. A las 3 de la tarde cuando Villavicencio se disponía a marchar a Jutiapa de orden del mayor general Solares, una gran fuerza salvadoreña mandada por Antonio Ezeta penetró a la plaza y la tomó fácilmente. |
| 21 de julio de 1890  | Combates de Contepeque, Atescatempa y El Coco (Guerra del Totoposte): - El 20 de julio los generales salvadoreños Monedero y Zepeda recibieron orden del cuartel general de Santa Ana de simular un ataque el día 21 a las fuerzas guatemaltecas del general Cayetano Sánchez, procurando entretenerlo, mientras las fuerzas salvadoreñas de Antonio Ezeta atacarían a la retaguardia de Sánchez para derrotarlo o por lo menos abrirse paso hacia Chingo. Al mismo tiempo, el general Cayetano Sánchez - jefe de operaciones- impartió sus órdenes para que el 21 la brigada Barillas Castilla atacase Atescatempa por el camino de Coatepeque: las brigadas Ramos y Portillo, el batallón de Canales y un batallón de Jutiapa, verificaran un ataque similar por el lado de Asunción Mita; y el batallón de Palencia los secundara por el lado del Jícaro. - El 21 se libró la batalla, en la que un error de logística provocó un descalabro para los guatemaltecos del flanco izquierda, que anuló la victoria de Sánchez por el flanco derecho. Pero una enérgica reacción ofensiva del centro guatemalteco, la prolongación del flanco izquierdo y un ataque de flanco en la derecha por las fuerzas de Jutiapa que estaban en el Pinal, hicieron que a las 2:30 p. m. se decidiera la victoria a favor de los guatemaltecos. Pero a las 3:30 p. m. Sáchez se retiró hacia Chingo Abajo, evacuando durante la noche hacia Papaturro. |
| 26 de julio de 1890  | Desde Santa Ana, el general Carlos Ezeta le envió un telegrama a Tapachula al general guatemalteco J. Martín Barrundia en el que le decía: «No se retrase. Nuestras tropas está marchando de triunfo en triunfo. La capital de Guatemala está casi en completa anarquía. ¡Apresúrese!» |
| 30 de julio de 1890  | El gobierno guatemalteco supo que Barrundia había salido de Tapachula hacia Tacaná para invadir Guatemala por esa frontera, e inmediatamente informó a las autoridades mexicanas al respecto. Nuevamente el gobierno mexicano detuvo a Barrundia y a sus seguidores en Tapachula. |
| 8 de agosto de 1890  | Barrundia y sus seguidores fueron dejados en libertad, aunque sus armas quedaron en poder del gobierno mexicano. |
| 12 de agosto de 1890 | Barrundia se puso en movimiento y salió de San Benito hacia Acapulco, para embarcarse hacia El Salvador. |
| 21 de agosto de 1890 | - Se firmó la paz entre El Salvador y Guatemala por intermedio del Cuerpo Diplomático. - La secretaría de Relaciones Exteriores de Guatemala tenía conocimiento de cada uno de los movimientos de Barrundia, así que el 21 de agosto giró órdenes a los puertos de Ocós, Champerico, San José y Livingston para que procedieron con la captura de Barrundia, no sin antes enviar una nota al consulado de los Estados Unidos informándoles que Barrundia había cometido el crimen de alta traición y debía ser capturado. |
| 26 de agosto de 1890 | - El vapor «Acapulco» atracó en Champerico, pero el capitán se niega a entregar a Barrundia pues no había recibido una notificación oficial del consulado estadounidense. - Por la noche de ese día retornó a la ciudad de Guatemala el embajador Lansing B. Mizner y tras estudiar el caso con el cónsul y el ministro de Relaciones Exteriores Francisco Anguiano accedió a entregar a Barrundia a las autoridades guatemaltecas. - El capitán del «Acapulco», W.G. Pitts, indicó que no había garantías suficientes para entregar a Barrundia en Champerico y decidió continuar a Puerto San José y entregar a Barrundia allí a pesar de contar con la aprobación telegráfica del embajador y del cónsul estadounidenses. |
| 27 de agosto de 1890 | - El «Acapulco» llegó al puerto de San José al anochecer. El comandante del puerto, coronel Enrique Toriello, abordó el buque inmediatamente para capturar a Barrundia y a notificarle al capitán Pitts que tenía que permanecer 24 horas en el puerto, de acuerdo al contrato establecido con la Pacific Mail Steamship Co., propietaria del navío. El capitán Pitts le indicó a Toriello que esperara hasta que él recibiera las instrucciones por escrito del embajador estadounidense para llevar a cabo el arresto. - El capitán Pitts solicitó nuevamente permiso al embajador para entregar a Barrundia. Casi al mismo tiempo, el comandante Reiter, capitán del navío de guerra «Ranger» que también estaba atracado en Puerto San José, envió un telegrama al embajador en donde le recomendaba que se permitiera a Barrundia retornar a México. - A las diez de la noche, Lansing B. Mizner respondió al capitán Pitts que entregara a Barrundia, porque se le había garantizado que se le respetaría la vida. |
| 28 de agosto de 1890 | - Para ayudar en la captura de Barrundia, y para tomar toda las precauciones necesarias para su traslado a la capital, el gobierno envió al subdirector de la Policía y a tres gendarmes al puerto San José, quien al llegar se pusieron a las órdenes del coronel Toriello. - En compañía de los agentes policiales, Toriello abordó nuevamente el Acapulco tan pronto como recibió la nota escrita del embajador Mizner, dirigida al capitán Pitts. - El capitán Pitts leyó la misiva y solicitó a Toriello que lo acompañara al camarote de Barrundia. - El capitán empezó a leerle a Barrundia la carta de Mizner, y Toriello la iba traduciendo; tan pronto como Barrundia supo de lo que se trataba, sacó sus revólveres y empezó a disparar contra sus captores, quienes repelieron el fuego y le dieron muerte. |

### Solicitud de reparaciones al gobierno de los Estados Unidos
En marzo de 1891, su esposa Tránsito Hurtarte vda. de Barrundia, a nombre propio y de sus seis hijas y su cuñado Ramón Bengoechea, esposo de su hermana Teresa, solicitaron ante el Secretario de Estado de los Estados Unidos que se les otorgara un millón de dólares por concepto de reparaciones por la muerte de Barrundia en el vapor «Acapulco».  El gobierno estadounidenses desestimó la demanda con base en que esta fue solicitada por ciudadanos extranjeros sin el apoyo del gobierno de su país de origen.